# Эллентон (Флорида)
Эллентон (англ. Ellenton) — статистически обособленная местность, расположенная в округе Манати (штат Флорида, США) с населением в 3142 человека по статистическим данным переписи 2000 года.

## География
По данным Бюро переписи населения США статистически обособленная местность Эллентон имеет общую площадь в 12,43 квадратных километров, из которых 9,58 кв. километров занимает земля и 2,85 кв. километров — вода. Площадь водных ресурсов округа составляет 22,93 % от всей его площади.
Статистически обособленная местность Эллентон расположена на высоте 3 м над уровнем моря.

## Демография
По данным переписи населения 2000 года в Эллентонe проживало 3142 человека, 953 семьи, насчитывалось 1386 домашних хозяйств и 1676 жилых домов. Средняя плотность населения составляла около 252,78 человека на один квадратный километр. Расовый состав населённого пункта распределился следующим образом: 91,41 % белых, 3,56 % — чёрных или афроамериканцев, 0,57 % — коренных американцев, 0,41 % — азиатов, 1,27 % — представителей смешанных рас, 2,77 % — других народностей. Испаноговорящие составили 9,36 % от всех жителей статистически обособленной местности.
Из 1386 домашних хозяйств в 22,8 % воспитывали детей в возрасте до 18 лет, 54,8 % представляли собой совместно проживающие супружеские пары, в 10,5 % семей женщины проживали без мужей, 31,2 % не имели семей. 26,5 % от общего числа семей на момент переписи жили самостоятельно, при этом 16,5 % составили одинокие пожилые люди в возрасте 65 лет и старше. Средний размер домашнего хозяйства составил 2,24 человек, а средний размер семьи — 2,64 человек.
Население статистически обособленной местности по возрастному диапазону по данным переписи 2000 года распределилось следующим образом: 19,7 % — жители младше 18 лет, 6,3 % — между 18 и 24 годами, 22,7 % — от 25 до 44 лет, 21,8 % — от 45 до 64 лет и 29,6 % — в возрасте 65 лет и старше. Средний возраст жителей составил 46 лет. На каждые 100 женщин в Эллентонe приходилось 88,6 мужчин, при этом на каждые сто женщин 18 лет и старше приходилось 84,2 мужчин также старше 18 лет.
Средний доход на одно домашнее хозяйство статистически обособленной местности составил 32 570 долларов США, а средний доход на одну семью — 36 932 доллара. При этом мужчины имели средний доход в 33 281 доллар США в год против 22 292 доллара среднегодового дохода у женщин. Доход на душу населения статистически обособленной местности составил 32 570 долларов в год. 7,4 % от всего числа семей в населённом пункте и 8,7 % от всей численности населения находилось на момент переписи населения за чертой бедности, при этом 8,1 % из них были моложе 18 лет и 7,0 % — в возрасте 65 лет и старше.